# Scott Siwicki
Scott Siwicki (Elk Grove Village, 1º gennaio 1992) è un pallavolista statunitense, nel ruolo di centrale.

## Biografia
Figlio di Patti e John Siwicki, ha una sorella di nome Rebecca. Nasce a Elk Grove Village e nel 2010 si diploma alla Elk Grove High School. In seguito studia marketing alla Lindenwood University.

## Carriera

### Club
La carriera di Scott Siwicki inizia nei tornei scolastici dell'Illinois, giocando per la Elk Grove HS. Dopo il diploma entra a far parte della Lindenwood, partecipando prima alla NAIA Division I e poi alla NCAA Division I dal 2013 al 2014. 
Nel campionato 2016-17 firma il suo primo contratto professionistico in Germania, partecipando alla 2. Bundesliga col Giesen, mentre nel campionato seguente gioca nella Lentopallon Mestaruusliiga finlandese col neopromosso Akaa. In seguito torna in patria per disputare la NVA 2018 e 2019 con l'Icemen.